# Eucharis melantheus
Eucharis melantheus är en stekelart som beskrevs av Fernando 1957. Eucharis melantheus ingår i släktet Eucharis och familjen Eucharitidae. Inga underarter finns listade i Catalogue of Life.